# Larry McMurtry

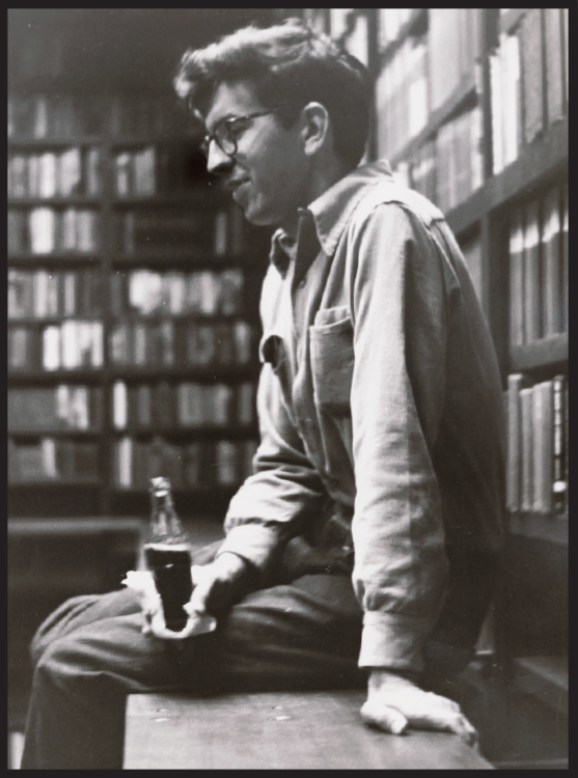
McMurtry em 1966

Larry Jeff McMurtry (3 de junho de 1936 – 25 de março de 2021) foi um romancista, ensaísta e roteirista norte-americano, cuja obra se ambientava predominantemente no Velho Oeste ou no Texas contemporâneo. Entre seus romances estão Horseman, Pass By (1962), The Last Picture Show (1966) e Terms of Endearment (1975), todos adaptados para o cinema. Os filmes baseados nas obras de McMurtry receberam 34 indicações ao Oscar, conquistando 13 estatuetas. Ele também foi um destacado colecionador e vendedor de livros.
Seu romance Lonesome Dove (1985), vencedor do Prêmio Pulitzer, foi adaptado para uma minissérie de televisão que recebeu 18 indicações ao Emmy, vencendo sete. Os três romances subsequentes da série Lonesome Dove também foram adaptados como minisséries, conquistando mais oito indicações ao prêmio. McMurtry e a coautora Diana Ossana adaptaram o roteiro de O Segredo de Brokeback Mountain (2005), que recebeu oito indicações ao Oscar e conquistou três prêmios, incluindo o de Melhor Roteiro Adaptado para McMurtry e Ossana. Em 2014, ele recebeu a Medalha Nacional de Humanidades.
A biografia de McMurtry escrita por Tracy Daugherty em 2023 cita uma fala do crítico Dave Hickey: "Larry é um escritor, e isso é quase como ser uma criatura. Se você deixa uma vaca em paz, ela vai pastar. Se você deixa o Larry em paz, ele vai escrever livros. Quando ele está em público, pode dizer olá e adeus, mas fora isso, ele está apenas descansando, se preparando para voltar a escrever".